# Борго Сеганти (Равена)
Борго Сеганти је насеље у Италији у округу Равена, региону Емилија-Ромања.
Према процени из 2011. у насељу је живело 78 становника. Насеље се налази на надморској висини од 4 м.